# رونالد بلاك
رونالد بلاك (بالإنجليزية: Ronald Black)‏ هو سياسي أمريكي، ولد في 23 سبتمبر 1935 بأويل سيتي في الولايات المتحدة. حزبياً، نشط في الحزب الجمهوري. وقد انتخب عضو مجلس نواب بنسيلفانيا.